# Gustavo Álvarez Gardeazábal
Gustavo Álvarez Gardeazábal  (* 31. Oktober 1945 in Tuluá) ist ein kolumbianischer Schriftsteller, Journalist, Literaturkritiker, Orchideenzüchter und Politiker.

## Leben
Der aus einem konservativ-katholischen Elternhaus stammende Gustavo Álvarez besuchte das Colegio de las Madres Franciscanas und das Colegio de Los Salecianos. Er begann 1962 ein Studium als Chemieingenieur an der Universidad Pontificia Bolivariana de Medellín en 1962, von der er 1964 verwiesen wurde. An der Universidad del Valle, wo er ab 1965 studierte, erwarb er den Grad eines Licenciado en Letras mit der Monographie Las Novelas de la Violencia en Colombia.
Seine ersten Erzählungen wurden in den Zeitschriften La Estafeta Literaria (Madrid) und Monde Nouveau (Paris) veröffentlicht. 1971 erschien ein erster Roman La tara de papá, der bis 2004 i60 legalen Neuauflagen und mehr als 90 Raubdrucken erschien. Für seinen zweiten Roman La Boba y el Buda erhielt er 1972 den Premio Ciudad de Salamanca.
Von 1970 bis 1972 war Álvarez Professor an der Universidad de Nariño in Pasto, danach an der Universidad del Valle in Cali. 1980 zog er sich von der Lehrtätigkeit zurück aus Protest gegen ein Dekret des Kultusministers Rodrigo Lloreda Caicedo, das Hochschulprofessoren politische Aktivität verbot.
Seit 1978 war Álvarez in der Bürgerbewegung um José Pardo Llada aktiv. Er wurde Stadtrat in Cali und Tulua und 1988 Erster Bürgermeister seiner Geburtsstadt. Eine Kandidatur für die gesetzgebende Versammlung 1990 scheiterte, 1992 wurde er aber mit breiter Mehrheit zum Bürgermeister von Tuluá wiedergewählt. In den
nächsten Jahren wurde er durch Konflikte mit dem Präsidenten César Gaviria Trujillo und Protestaktionen gegen die US-amerikanische Besetzung der Insel Juanchaco bekannt.
Nach Ablauf seiner Amtszeit 1996 bewarb er sich ohne Unterstützung einer politischen Partei um das Amt des Gouverneurs von Valle del Cauca und wurde mit 780.000 Stimmen gewählt. 1999 wurde er angeklagt, als Strohmann eines Drogendealers eine Skulptur im Wert von 7 Millionen Pesos verkauft zu haben und zu sechseinhalb Jahren Gefängnis verurteilt. Er selbst sah sich als Opfer des Wahlkampfes von Horacio Serpa und der US-amerikanischen Botschaft.

## Werke
- Piedra Pintada. 1965
- El Gringo del Cascajero. 1968
- La novelística de la violencia en Colombia. 1970
- La tara de Papá. 1971
- Cóndores no entierran todos los días. 1972
- La Boba y el Buda. 1972
- Dabeiba. 1973
- El Bazar de los Idiotas. 1974
- El Titiritero. 1977
- La farsa universitaria colombiana. 1978
- Cuentos del Parque Boyacá. 1978
  - Auszug, Übers. José Antonio Friedl Zapata: Auch den Brüdern gaben sie kein Wasser. (Templanza lasprilla) In: Ein neuer Name, ein fremdes Gesicht. 26 Erzählungen aus Lateinamerika. Hg. wie Übers. Sammlung Luchterhand, 834. Neuwied, 1987, 1989, S. 63–68
- Manual de crítica literaria. 1980
- Los Míos. 1981
- Pepe Botellas. 1984
- El Divino. 1986
- El Último Gamonal. 1987
- La imaginación al poder: Balance intelectual de una gestión burocrática. 1990
- Los Sordos ya no Hablan. 1991
- Perorata. 1997
- La novela colombiana: entre la verdad y la mentira. 2000
- Prisionero de la esperanza. 2000
- Se llamaba el País Vallecaucano. 2001
- Comandante Paraíso. 2002
- Las mujeres de la muerte. 2003